# Felipe Peralta
Felipe Peralta (2 maggio 1962) è un ex calciatore paraguaiano, di ruolo centrocampista.

## Carriera
Ha giocato nel campionato paraguaiano.

## Palmarès

### Club

#### Competizioni nazionali
- Campionato paraguaiano: 1

Club Olimpia: 1993